# نادي ميروسلافا الرياضي العلمي
نادي ميروسلافا الرياضي العلمي، المعروف باسم علم ميروسلافا أو ببساطة باسم ميروسلافا، هو نادٍ لكرة القدم من رومانيا، ومقره في ميروسلافا ، مقاطعة ياش، وقد تأسس في عام 2009 ، ويلعب النادي حاليًا في دوري الدرجة الثالثة الروماني .